# I Capuleti e i Montecchi
I Capuleti e i Montecchi és una òpera italiana en dos actes composta per Vincenzo Bellini sobre un llibret de Felice Romani basat en la història de Romeu i Julieta, pres més de fonts italianes que no directament de Shakespeare. Es va estrenar l'11 de març de 1830 al Teatro La Fenice de Venècia.

## Argument
Lloc: als voltants del palau de Capellio (Capuleto) a Verona.
Temps: segle xiii
En aquesta versió de la història els Capuleti i els Montecchi són faccions polítiques rivals (güelfa i gibelina respectivament).
Capellio és el pare de Giulietta i el líder dels Capuleti. Giulietta està promesa a Tebaldo, malgrat que, ella ja s'ha trobat amb Romeo, el líder dels Montecchi, i s'ha enamorat d'ell. Això és un secret per tots, excepte per Lorenzo, el seu metge i confident. Per a complicar les coses, Romeo ha matat sense adonar-se'n al fill de Capellio (el germà de Giulietta), en una batalla.

### Acte I
Escena 1: El Palau
Capellio i Tebaldo es dirigeixen als seus seguidors advertint-los que han rebutjat l'oferta de pau enviada per Romeo. Tebaldo venjarà la mort del fill de Capellio per celebrar el seu matrimoni amb Giulietta ('È serbata a questo acciaro').
Romeo entra disfressat com un enviat dels Montecchi, oferint la pau garantida per un matrimoni entre Romeo i Giulietta. Capellio rebutja tota idea de pau. Romeo accepta el repte de guerra ('La tremenda ultrice spada').
Escena 2: Habitació de Giulietta
Lorenzo ha arreglat que Romeo vagi a veure-la per una porta secreta. Romeo intenta convèncer a Giulietta perquè s'escapi amb ell, però ella es resisteix en nom de la família i l'honor, declarant que prefereix morir amb el cor trencat.
Escena 3: Una altra part del palau
Els Capuleti estan celebrant el pròxim matrimoni. Reconegut per Lorenzo, Romeo està disfressat esperant el suport del seus soldats per impedir el casament. En el tumult que segueix a l'atac dels Montecchi, Giulietta veu a Romeo i de nou ell li demana sense èxit, que s'escapi. Capellio i Tebaldo els descobreixen, creient que Romeo és l'enviat dels Montecchi. Giuletta intenta protegir-lo, però ell els diu orgullosament el seu nom. Els Montecchi entren per protegir-lo i els amants queden separats per les dues faccions.

### Acte II
Escena 1: Una altra part del palau
Giulietta espera notícies de la lluita. Lorenzo li diu que Romeo viu, però que aviat la portaran a ella al castell de Tebaldo. La convenç perquè es prengui una poció que farà que sembli morta, i ho organitzarà tot perquè tant ell com Romeo estiguin presents quan ella desperti. Capellio ve a ordenar-li que se'n vagi amb Tebaldo a l'albada. Li demana al seu pare que la perdoni abans de morir ('Ah! non poss'io partire'). Capellio s'alarma, i sospita que Lorenzo està implicat, així que demana que el vigilin.
Escena 2: Els subterranis del palau
Romeo espera impacient a Lorenzo. Entra Tebaldo i tenen un duo enfadat ('Stolto! a un sol mio grido'). Lluiten però es veuen interromputs per un enterrament ('Pace alla tua bell'anima'), és el de Giulietta. Cada un dels rivals, plens de remordiments, demana a l'altre que el mati.
Escena 3: Les tombes dels Capuletti
Romeo entra i els seus companys obren la tomba de Giulietta. Romeo s'acomiada d'ella ('Deh! tu, bell'anima') i es pren un verí. Giulietta es desperta i troba a Romeo sorprès per la seva mort simulada i ignorant del pla de Lorenzo. Romeo mor i Giulietta incapaç de viure sense ell, expira sobre el seu cos. Els Capuletti i els Montecchi acusen a Capellio de la tragèdia.

## Anàlisi musical[calcitació]
És una òpera a l'altura de La sonnambula que potser no s'ha prodigat molt en els teatres o entre les cases de discs per la seva dificultat per a tots els cantants, no només per al duo protagonista.
En aquesta òpera Bellini fa un pas més cap a l'alliberació de la melodia respecte al ritme: les evolucions vocals de Giulietta en les seves intervencions, i les de Romeo, sobretot en la seva breu ària "Deh tu, bell'anima", van causar l'impacte previsible que va donar a Bellini un prestigi immens.
D'aquesta òpera s'ha dit que conserva alguns elements del bel canto inicial, previ al romanticisme, sobretot la divisió clara d'àries i recitatius, i la utilització d'una veu de mezzosoprano en el paper d'un home, el de Romeo.
A I Capuleti e i Montecchi (particularment a l'escena final), Bellini va seguir establint la morbidezza melòdica evident en la seva òpera més primerenca Bianca e Fernando, i alguna cosa de la falta de convencionalisme formal que es troba en les seves obres de maduresa. La concentració de l'acció en els personatges principals és notablement exitosa. L'òpera és principalment una obra de reciclatge, en la qual material prèviament escrit és hàbilment adaptat al seu nou context. És cert que la urgència amb la que es va compondre es reflecteix en un cert esquematisme i falta de varietat rítmica en els números tancats. D'altra banda, el tema dels amants contrariats va permetre a Bellini mostrar la seva força com a proveïdor de melodia elegíaca i tendre. Aquí, com en Zaira, ajunta l'escriptura vocal simple i sil·làbica amb la bravura melismàtica, preparant el camí per la perfecta síntesi d'expressió i virtuosisme que va aconseguir a La Sonnambula. I Capuleti e i Montecchi va sobreviure al llarg del segle com un cavall de batalla preferit per a sopranos estel·lars, malgrat l'hostilitat d'alguns compositors com Liszt, que el va menysprear com a intolerablement antiquat i l'ambigüitat de Wagner, qui estimava les seves melodies al mateix temps que deplorava la seva concepció dramàtica. Berlioz també va menysprear, en general, l'obra malgrat que va admetre que admirava la unísona stretta ("Se ogni speme è a noi rapita") que canten els amants al final del primer acte.